# Гомчу
Гомчу (англ. Gomtu) — город в Бутане, в дзонгхаге Самце западного дзонгдэя.
Город находится на 70 км западнее, чем Пхунчхолинг, примыкая к бутано-индийской границе.

## Инфраструктура
В городе находятся государственная школа и больница, а так же два цементных завода на территории индустриальных владений — Penden Cement и Lhaki Cement. Так же в районе города происходит добыча горных минералов частной компанией Jigme Mining Corporation Limited.

## Население
По данным 2017 года, в Гомчу живёт 3,661 человек.
| Год  | Население, человек |
| ---- | ------------------ |
| 2005 | 4,524              |
| 2017 | 3,661              |